# Arthur Biram

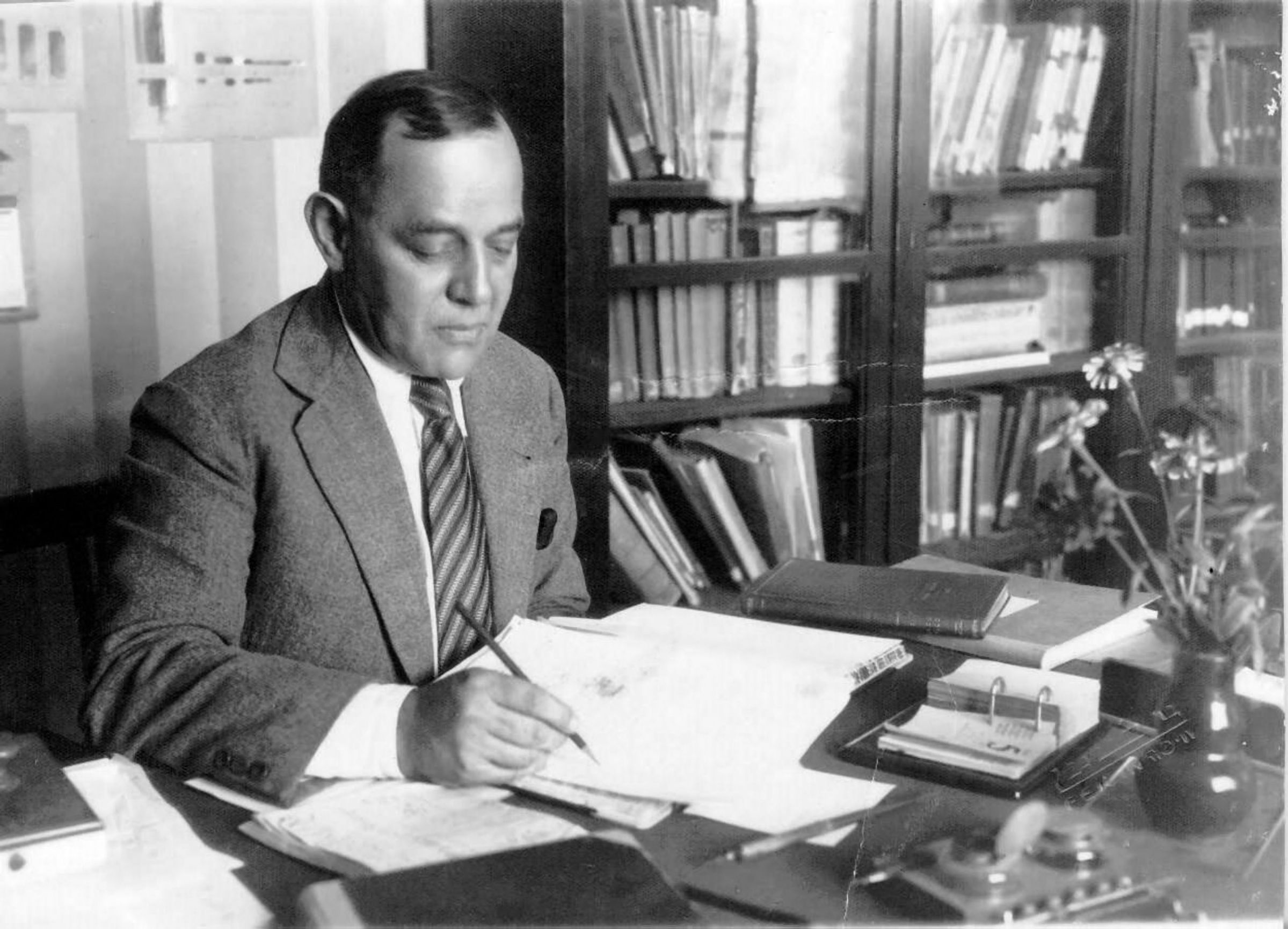
Arthur Biram, 1928

Arthur Jitzchak Biram (hebräisch ארתור יצחק בירם; geb. 13. August 1878 in Bischofswerda, Deutsches Reich; gest. 5. Juni 1967 in Haifa, Israel) war ein israelischer Philosoph, Philologe und Pädagoge. Er gründete die Reali-Schule (Reali School) in Haifa und war deren erster Direktor.

## Leben

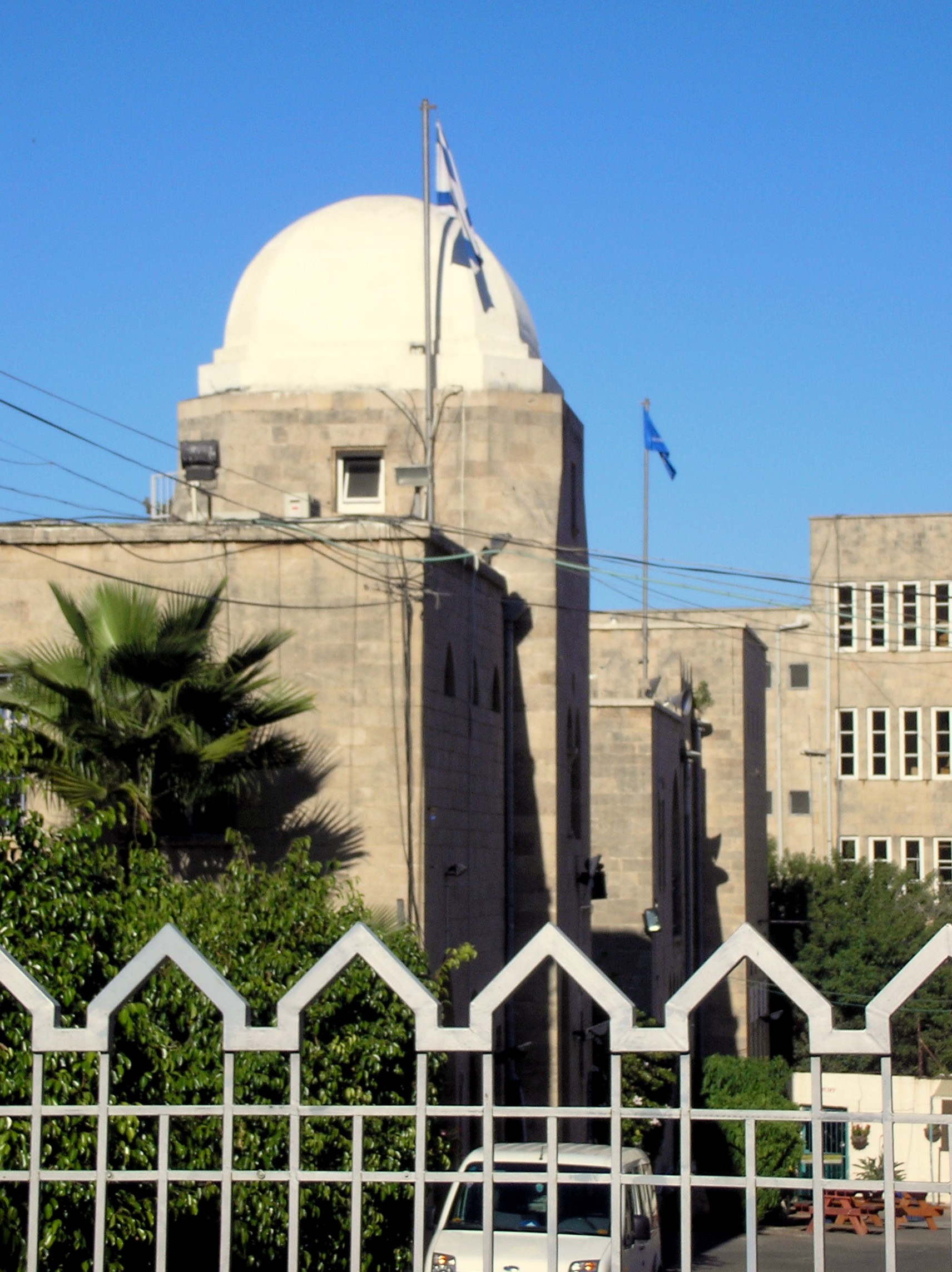
Reali-Schule in Haifa

Arthur Biram wurde 1878 im sächsischen Bischofswerda als Sohn des Textilkaufmanns Adolph Biram und der Eva geb. Neufeld geboren. Im Alter von sieben Jahren zog er mit seiner Familie nach Dresden, wo er die Bürgerschule und das Kreuzgymnasium unter Heinrich Stürenburg besuchte. Ab der Obertertia wurde er 1893 Schüler eines humanistischen Gymnasiums in Hirschberg in Niederschlesien.
Nach dem Abitur im Jahre 1897 studierte er an der Universität Berlin klassische und semitische Sprachen und Philosophie bei Eduard Sachau, Friedrich Delitzsch, August Fischer, Georg Simmel, Friedrich Paulsen, Ulrich von Wilamowitz-Moellendorff und Eduard Meyer. Seine arabisch verfasste Dissertation aus dem Jahre 1902 zur Erlangung des Doktorgrades an der Universität Leipzig trägt den übersetzten Titel Die atomistische Substanzenlehre aus dem Buch der Streitfragen zwischen Basrensern und Bagdadensern, befasst sich mit dem mutazilistischen Gelehrten Abū-Rašīd an-Nīsābūrī aus Basra aus dem 11. Jahrhundert und wurde im selben Jahr bei Brill in Leiden veröffentlicht.
1904 schloss er ein Studium an der Hochschule für die Wissenschaft des Judentums ab und wurde anschließend Lehrer für Sprache und Literatur am Berlinischen Gymnasium zum Grauen Kloster. Er wurde Anhänger des Zionismus und gründete zusammen mit Theodor Zlocisti einen nach Bar Kochba benannten Turnverein.
1913 emigrierte er in das damals osmanische Palästina. Im selben Jahr gründete er die Hebräische Reali-Schule in Haifa und wurde deren erster Direktor, musste aber 1914 bei Ausbruch des Ersten Weltkriegs im Deutschen Heer Kriegsdienst leisten und war in Afula stationiert. 1919 kehrte er in den Schuldienst zurück. In dieser Zeit versuchte er, die reformpädagogischen Grundsätze von Wyneken und Kerschensteiner einzuführen, hatte jedoch damit keinen Erfolg. Mit seiner Ehefrau Hanna Tomaszewski, die er 1924 heiratete, nachdem sie 1920 aus Berlin nach Palästina eingewandert war, hatte er zwei Söhne, Aharon (1928–1951) und Binjamin, die beide in jungem Alter starben. Nach dem Massaker von Hebron gründete er zusammen mit Jaakow Dori ein Institut für Sportunterricht.
1937 initiierte Biram ein paramilitärische Ausbildungsprogramm für Schüler, die Ḥagam (Abkürzung für Ḥinnukh Gufani Murḥav, Erweitertes körperliches Training). Aus der Ḥagam ging später die Gadna hervor.

„Die Idee für das Programm entstand zunächst an der Reali-Schule in Haifa auf Initiative des Schulleiters Dr. Arthur Biram. Die Unruhen von 1936 führten zu einer Ausweitung der Aktivitäten. 1937 wurde die Hagam-Ausbildung für Mädchen in den oberen Klassen obligatorisch (bis dahin mussten nur die Jungen teilnehmen). Für die Jungen wurden obligatorische Klassen in Feldübungen und anderen Formen des Defensivsports hinzugefügt. Männliche und weibliche Schüler der Reali-Schule nahmen am Wachdienst teil, kümmerten sich um die Verwundeten und halfen bei der Arbeit von Feuerwehrleuten und Hilfspolizei. Mit Hilfe des Reali-Absolventen Ya'akov Dori (der Haganah-Kommandeur in Haifa und mit der Errichtung des Staates der erste Stabschef der israelischen Verteidigungskräfte) wurde die Reali-Schuleinheit - bestehend aus männlichen und weiblichen Schülern zusammen mit ihren Kommandanten - als separater Zug in die Haganah aufgenommen.“

Biram legte mit dem Ḥagam-Programm den Grundstein für die Rekrutierung von Frauen in der Hagana und später bei den Israelischen Verteidigungsstreitkräften.
1943 gründete und leitete er ein Lehrerseminar an der Reali High School und initiierte 1953 die Einrichtung einer Militärakademie.
1948 trat er von seinem Amt als Leiter der Reali-Schule zurück, blieb aber weiterhin Direktoriumsvorsitzender der Schule. 1953 wurde auf Birams Anregung mit Unterstützung von Ministerpräsident David Ben-Gurion neben der Reali-Schule in Haifa ein Internat zur Vorbereitung von Schulabsolventen auf eine Armeekarriere gegründet. 1954 wurde Biram mit dem Israel-Preis im Bereich Bildung ausgezeichnet.

## Werke
- Kitābu 'l Masā'il fi'l Ḫilāf bejn al-Baṣryjin wa 'l Bagdadyjin al-Kalām fi'l Gawāhir („Die atomistische Substanzenlehre aus dem Buch der Streitfragen zwischen Basrensern und Bagdadensern.“) Dissertation, Universität Leipzig, H. Itzkowski Berlin, 1902 Digitalisat
- Sefer Orbakh: Offered in honor of Dr. Eliyahu Auerbach, on the occasion of his seventieth birthday. Jerusalem, 1955.
- Sefer Neger: lizkor D. Neger. Jerusalem, 1955.
- Mapot. Haifa, 1961.
- The History of Israel in the Biblical Period in the Framework of Ancient near Eastern History. Journal of Biblical Lit., September 1963, Band 82, Nr. 3, S. 365.